# Obietnice na próbę
Obietnice na próbę (hiszp.: La prueba de las promesas) – komedia Juana Ruiza de Alarcóna oparta na opowieści pochodzącej z Księgi Hrabiego Lukanora Juana Manuela.

## Data powstania utworu
Komedia Obietnice na próbę, powstała w 1617 roku. Autor wydał ją w Części drugiej swoich dramatów w 1634 roku w Barcelonie.

## Osoby
| Osoba                 | Jej rola w dramacie                               |
| --------------------- | ------------------------------------------------- |
| Donia Blanca          | córka don Illana                                  |
| Don Juan de Ribera    | syn markiza Tarify, konkurent do ręki doni Blanki |
| Don Enrique de Vargas | drugi z konkurentów do ręki doni Blanki           |
| Don Illan             | ojciec doni Blanki, uczony zajmujący się magią    |
| Don Baltasar          | syn don Illana                                    |
| Lucia                 | służąca don Illana                                |

## Miejsce akcji
Akcja utworu rozgrywa się w Toledo, a za sprawą czarów przenosi się do Madrytu.

## Treść

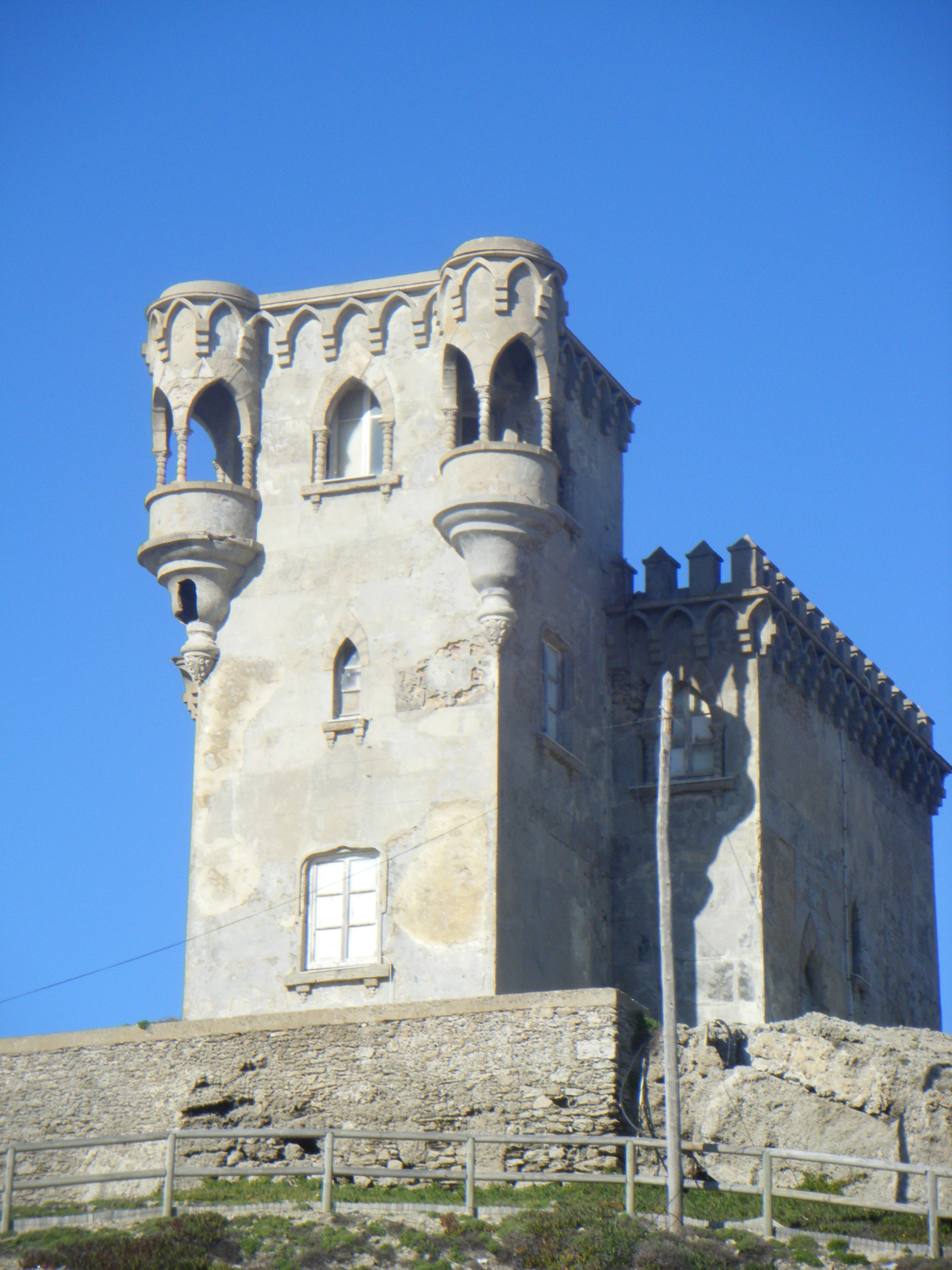
Zamek Santa Catalina w Tarifie

O rękę doni Blanki starają się don Enrique de Vargas i don Juan de Ribera. Don Juan jest synem markiza Tarify, bogatym, błyskotliwym ułożonym Ojciec Blanki, don Illan, uczony zajmujący się nekromancją i magią, skłania się ku Enrique’owi. Nakłania córkę, by dokonała wyboru. Ze swej strony postanawia jednak córce pomóc, poddając obydwu młodzieńców próbie. Dzięki swej sztuce, która pozwala nadać snowi pozór rzeczywistości, pozwala uwierzyć don Juanowi, że wskutek śmierci swego ojca został markizem Tarify. Nowy grand zawiadamia swą ukochaną, że obowiązki wzywają go do Madrytu, że jej ojciec będzie mu towarzyszył, i że nigdy nie przestanie jej kochać. Z jego tonu, wyniosłej postawy i ambicji, można się domyślać czegoś wręcz przeciwnego.
Don Enrique udaje się w ślad za swą ukochaną z Toledo do Madrytu. Jest przekonany, że z powodu awansu don Juana utracił szanse na poślubienie Blanki. Don Illan doradza mu wytrwałość. Enrique wyrzuca mu, że podążył, wraz z córką, za don Juanem do stolicy. Czarownik zapewnia go, że ma swoje powody. Enrique śledząc konkurenta dowiaduje się, że don Juan został faworytem królewskim i przygotowuje się do ślubu. Pozostaje mu w tej sytuacji zaufać wiedzy i mądrości don Illana. Don juan tymczasem pozwala Blance usłyszeć, że nie jest godna zabiegać o poślubienie granda Hiszpanii i markiza Tarify. Gdy don Illan prosi go o przysługę – habit św. Jakuba dla jego syna Balthasara – odpowiada, że musi zachować względy króla dla swoich rodziców, nie chce się bowiem narazić się na ich wymówki.
Blanca zwraca się ku don Enrique’owi, który kocha ją mimo swych niepowodzeń. I on, jak don Juan zostaje poddany próbie, król odznacza go komandorią św. Jakuba. Im wyżej jednak don Enrique się wznosi, tym bardziej adoruje Blankę. Na koniec wszystko znika majątek markiza i łaska króla oraz komandoria świętego Jakuba. Nikt z bohaterów sztuki ani przez moment nie opuścił Toledo. Dwór królewski, uroki stolicy były tylko złudzeniem, wywołanym sztuką czarnoksięską, które miało wypróbować charakter zalotników. Blanca daje kosza don Juanowi i oddaje swą rękę don Enrique’owi, który nie porzucił jej, gdy otrzymał obietnicę na próbę.

## Analiza
Obietnice na próbę są pierwszą komedią Alarcóna, w której, bada on etyczne zachowanie swoich postaci, abstrahując od warstwy społecznej, z której one się wywodzą. Radykalnie przeciwstawiając sobie bohaterów utworu, autor wydobywa specyficzne dla każdego z nich cechy charakteru. Najpełniej scharakteryzowany został don Juan, archetyp arogancji i chciwości. Jest on człowiekiem samolubnym i niewdzięcznym, pierwszym „charakterem” alcaroniańskiej komedii. Podobnie jak w Pieczarze w Slamance autor sięga po elementy magii, która w jego koncepcji świata pozostaje w służbie człowieka, najdoskonalszego ze stworzeń. Utwór ozostał oparty na bajce De lo que contesçió a un deán de Santiago con don Illán pochodzącej ze zbioru księcia Juana Manuela Księga Hrabiego Lukanora.